# Escrita mom
A escrita mom é um alfabeto derivado da Escrita brami que é usada para escrever a língua mom, e pode ter originado a escrita da língua birmanesa e da língua xã, bem como de outras línguas de Birmânia, como S'gaw Karen, Pwo Karen (Pwo Ocidental e Oriental, Geba Kare, Palaung e Red Karen languages, embora não seja a único escrita usada para esses idiomas. A escrita mom também é usada para as línguas litúrgicas de Páli e Sânscrito. O suporte para todas as formas modernas está incluído no padrão Unicode.

"mranma akkha.ra" (alfabeto birmanês) em escrita mom

## Forma
A escrita básica mom contém 35 consoantes (incluindo uma consoante nula, e numerosos diacríticos para as vogais; Alfabetos individuais derivados podem adicionar letras adicionais. Faz uso proeminente do empilhamento de consoantes, particularmente para o vocabulário derivado de Páli. Existem duas classes de consoantes, 'claras' e 'respirantes' (cinza claro e médio na tabela abaixo), que possuem diferentes vogais inerentes e afetam os valores dos diacríticos da vogal de maneira diferente. A classe da consoante originalmente dependia da representação de um som fraco ou forte em Páli.
| က k (/kaˀ/) | ခ kh (/kʰaˀ/) | ဂ g (/kɛ̀ˀ/) | ဃ gh (/kʰɛ̀ˀ/) | ၚ ṅ (/ŋɛ̀ˀ/)     |
| စ c (/caˀ/) | ဆ ch (/cʰaˀ/) | ဇ j (/cɛ̀ˀ/) | ၛ jh (/cʰɛ̀ˀ/) | ဉ / ည ñ (/ɲɛ̀ˀ/) |
| ဋ ṭ (/taˀ/) | ဌ ṭh (/tʰaˀ/) | ဍ ḍ (/ɗaˀ/) | ဎ ḍh (/tʰɛ̀ˀ/) | ဏ ṇ (/naˀ/)     |
| တ t (/taˀ/) | ထ th (/tʰaˀ/) | ဒ d (/tɛ̀ˀ/) | ဓ dh (/tʰɛ̀ˀ/) | န n (/nɛ̀ˀ/)     |
| ပ p (/paˀ/) | ဖ ph (/pʰaˀ/) | ဗ b (/pɛ̀ˀ/) | ဘ bh (/pʰɛ̀ˀ/) | မ m (/mɛ̀ˀ/)     |
| ယ y (/jɛ̀ˀ/) | ရ r (/rɛ̀ˀ/)   | လ l (/lɛ̀ˀ/) | ဝ w (/wɛ̀ˀ/)   | သ s (/saˀ/)     |
| ဟ h (/haˀ/) | ဠ ḷ (/laˀ/)   | ၜ b (/baˀ/) | အ a (/ʔaˀ/)   | ၝ mb (/bɛ̀ˀ/)    |

## Dígitos
Um sistema de numeração decimal é usado. Para o alfabeto mom, os dígitos de zero a nove são os seguintes:
| Número | Mom     | Mom     | Mom    |
| Número | Numeral | Escrita | IPA    |
| ------ | ------- | ------- | ------ |
| 0      | ๐       | သုည      | sunɲaˀ |
| 1      | ၁       | မွဲ       | mòa    |
| 2      | ၂       | ၜါ       | ba     |
| 3      | ၃       | ပိ       | pɔeˀ   |
| 4      | ၄       | ပန်      | pɔn    |
| 5      | ၅       | မသုန်     | pəsɔn  |
| 6      | ၆       | တြဴ       | kərao  |
| 7      | ၇       | ထပှ်      | həpɔh  |
| 8      | ၈       | ဒ္စါံ      | həcam  |
| 9      | ၉       | ဒစိတ်     | həcit  |
| 10     | ၁၀      | စှ်       | cɔh    |

Desse modo, por exemplo, o número 1945 seria escrito ၁၉၄၅.

## Unicode
A escrita birmanesa foi adicionada ao padrão Unicode em setembro de 1999 com o lançamento da versão 3.0. Foi ampliado em outubro de 2009 com o lançamento da versão 5.2 e novamente em junho de 2014 com o lançamento da versão 7.0.